# روث ای. ام. اشمیت
روث آنا ماری اشمیت (۲۲ آوریل ۱۹۱۶ – ۲۹ مارس ۲۰۱۴) یک زمین‌شناس و دیرینه‌شناس آمریکایی بود که پیشرو در میان دانشمندان زن بود. او بیشتر دوران حرفه‌ای خود را در آلاسکا گذراند، جایی که یک دفتر میدانی بررسی زمین‌شناسی ایالات متحده (USGS) تأسیس کرد و اولین گروه زمین‌شناسی در کالج کامیونیتی انکوریج را که اکنون بخشی از دانشگاه آلاسکا انکوریج است، پایه‌گذاری کرد.
در سال ۱۹۶۴، اشمیت ارزیابی اولیه خسارت‌های وارده به شهر انکوریج توسط زمین‌لرزه بزرگ آلاسکا، بزرگ‌ترین زمین‌لرزه تاریخ آمریکای شمالی و دومین زمین‌لرزه بزرگ ثبت‌شده در تاریخ، را مدیریت کرد. او در دوران مک‌کارتیسم در واشینگتن، دی‌سی برای USGS کار می‌کرد و به دلیل عضویت در کتاب‌فروشی تعاونی واشینگتن، یک کتاب‌فروشی بین‌نژادی، دو بار به دلیل عدم وفاداری تحت بازجویی قرار گرفت و هر دو بار تبرئه شد.
او جوایز، افتخارات، و نامه‌های تقدیر و تشکر متعددی دریافت کرد. پس از مرگش در سال ۲۰۱۴، او به‌عنوان یک نیکوکار شناخته شد.

## اوایل زندگی و تحصیلات

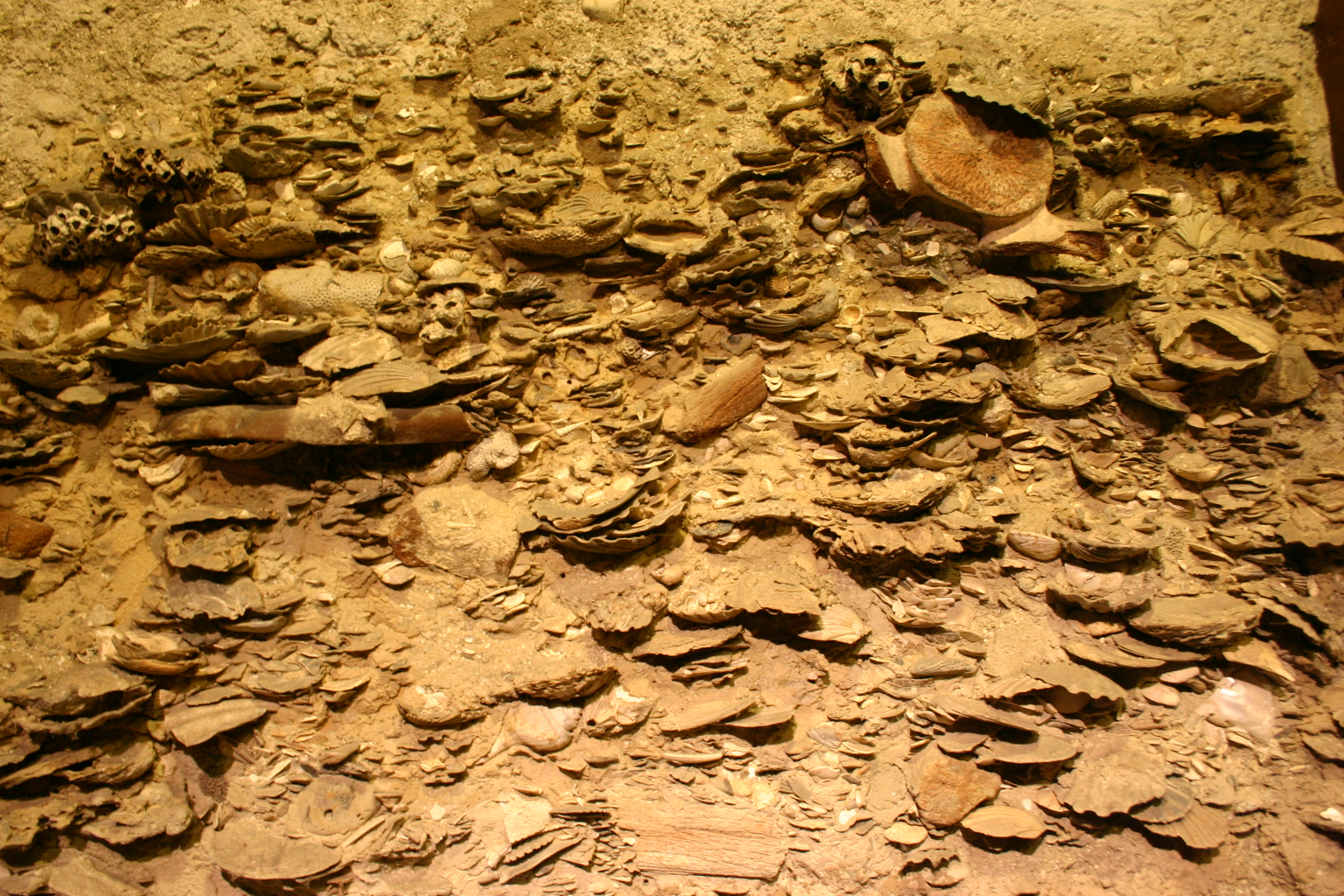
سازند یورک‌تاون، که به خاطر فسیل‌هایش شناخته شده است، و اشمیت در دوره تحصیلات تکمیلی خود در دانشگاه کلمبیا آن را مطالعه کرد.

اشمیت در سال ۱۹۱۶ در بروکلین، نیویورک، به دنیا آمد. او از دبیرستان اراسموس هال در بروکلین فارغ‌التحصیل شد، و سپس از سال ۱۹۳۲ تا ۱۹۳۶، در دوران اوج رکود بزرگ، در کالج واشینگتن اسکوئر دانشگاه نیویورک تحصیل کرد. او با نمرات عالی فارغ‌التحصیل شد و در سال ۱۹۳۶ مدرک لیسانس علوم انسانی در زمین‌شناسی دریافت کرد.: 2/7  خانواده او اشمیت و خواهر و برادرهایش را به دریافت مدارک عالی تشویق کردند، و همه خواهر و برادرهای او، شامل سه خواهر و یک برادر، در دهه ۱۹۲۰ مدارک دانشگاهی دریافت کردند.
در دوران دانشگاه، او به فی امگا پای پیوست، جایزه ارزشمندترین بازیکن را برای هاکی از انجمن فارغ‌التحصیلان کالج واشینگتن اسکوئر دانشگاه نیویورک دریافت کرد، و در روزنامه دانشگاه به‌عنوان کسی که «دیوانه فسیل‌ها است» توصیف شد.
پس از فارغ‌التحصیلی از دانشگاه، او در کالج هانتر شهر نیویورک به مطالعه کالبدشناسی تطبیقی، زیست‌شناسی و شیمی معدنی پرداخت.: 2/7  همچنین، او زیر نظر پروفسور هارولد هورتون شلدون از دانشگاه نیویورک در زمینه رادیوگرافی آموزش دید.
برای تأمین هزینه‌های تحصیلات تکمیلی خود، او به‌عنوان تکنسین اشعه ایکس در یک مطب پزشکی خصوصی و در بیمارستان لانگ آیلند کار کرد. همچنین، او در موزه تاریخ طبیعی آمریکا به بررسی و تصویربرداری اشعه ایکس از نمونه‌های مهره‌داران و بی‌مهرگان پرداخت.: 2/8 
اشمیت در رقابت با ۸۴ داوطلب دیگر، موفق به دریافت یک بورسیه ۵۰۰ دلاری از Panhellenic شهر نیویورک برای مطالعه پیشرفته کاربرد رادیوگرافی در دیرینه‌شناسی شد. او تحصیلات تکمیلی خود را در رشته علم خالص در دانشگاه کلمبیا در سال ۱۹۳۸ آغاز کرد و در سال ۱۹۴۲ دوره‌های آموزشی خود را به پایان رساند.
او در سال ۱۹۳۹ مدرک کارشناسی ارشد خود را دریافت کرد. عنوان پایان‌نامه کارشناسی ارشد او «میوسن اوستراکودا از سازند یورک‌تاون» بود.
او از سال ۱۹۴۱ کار بر روی رساله دکتری خود را آغاز کرد و در سال ۱۹۴۸ آن را به پایان رساند و موفق به دریافت درجه دکتری در زمین‌شناسی از دانشگاه کلمبیا شد.

## حرفه
اشمیت در طول دوران حرفه‌ای خود پیشگام زنان در علوم بود. با آغاز جنگ جهانی دوم، بسیاری از دانشجویان مرد تحصیلات تکمیلی به خدمت نظامی فراخوانده شدند. به دلیل کمبود دستیاران آموزشی و پژوهشی، اشمیت توسط پروفسور آرمین ک. لوبک از دانشگاه کلمبیا برای خدمت به‌عنوان دستیار جذب شد و به اولین دانشجوی زن تحصیلات تکمیلی تبدیل شد که کلاس‌های تمام‌مردانه را در دانشگاه کلمبیا تدریس می‌کرد. او علوم و نقشه‌برداری نظامی را تدریس می‌کرد.
اشمیت همچنین به حقوق مدنی اقلیت‌های قومی علاقه‌مند بود و زمانی که در واشینگتن زندگی می‌کرد، به کتاب‌فروشی تعاونی واشینگتن پیوست، زیرا این سازمان مأموریت خود را بر شمول نژادی بنا نهاده بود.: 4  عضویت او در این سازمان که توسط دادستان کل ایالات متحده تام سی. کلارک در سال ۱۹۴۷ به‌عنوان کمونیست شناخته شد، منجر به دو تحقیقات علیه اشمیت توسط وزارت کشور شد. او هر دو بار تبرئه شد.
اشمیت در طول دوران حرفه‌ای خود به‌عنوان زمین‌شناس به سفرهای گسترده‌ای پرداخت. گذرنامه‌های او مهر ورود به دو دوجین کشور از جمله الجزایر، جنوبگان، آرژانتین، آروبا، استرالیا، چکسلواکی، دانمارک، اکوادور، جزایر فالکلند، فنلاند، هنگ‌کنگ، ایسلند، ایتالیا، ژاپن، مکزیک، هلند، نیوزیلند، سوئیس، بریتانیا و اتحاد جماهیر شوروی (USSR) را دارد. او همچنین در سراسر ایالات متحده سفر کرد و در چندین ایالت به‌عنوان بخشی از فعالیت خود برای USGS زندگی کرد. اشمیت به‌طور گسترده‌ای در سراسر آلاسکا نیز سفر کرد و چندین بار از دایره قطب شمال عبور کرد، هم در آلاسکا و هم در مناطق دیگر.

### بررسی زمین‌شناسی ایالات متحده (USGS)

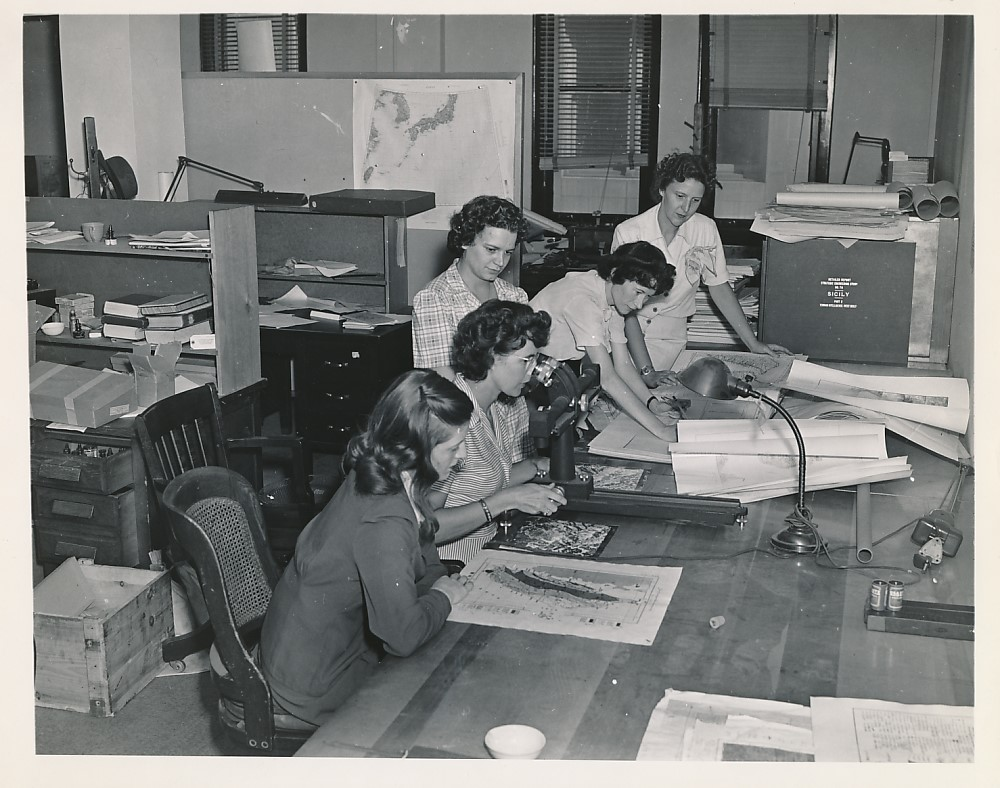
زمین‌شناسان زن USGS که در طول جنگ جهانی دوم با نقشه‌ها کار می‌کنند؛ روث آ.ام. اشمیت در مرکز تصویر دیده می‌شود.

اشمیت در اوایل سال ۱۹۴۳ کار خود را در بررسی زمین‌شناسی ایالات متحده (USGS) در واشینگتن، دی.سی. آغاز کرد، و تکمیل رساله دکترای خود را تا سال ۱۹۴۸ به تعویق انداخت. او تا سال ۱۹۶۳ در سمت‌های مختلفی برای USGS کار کرد.
از سال ۱۹۴۶ تا ۱۹۴۸، اشمیت در شاخه دیرینه‌شناسی و چینه‌شناسی USGS به تحقیق در زمینه رادیوگرافی، دیرینه‌شناسی و ریز دیرینه‌شناسی پرداخت.
از سال ۱۹۴۸ تا ۱۹۵۰، اشمیت برای واحد زمین‌شناسی نظامی فوق سری USGS کار کرد، و گزارش‌های زمین‌شناسی مهندسی (طبقه‌بندی شده) برای سپاه مهندسان ارتش دربارهٔ مناسب بودن مناطق در تئاترهای اروپایی و اقیانوس آرام برای ساخت و ساز، ایجاد جاده‌ها، باندهای فرودگاه و مکان‌یابی مصالح ساختمانی تهیه می‌کرد.
او یکی از معدود زمین‌شناسان زنی بود که برای انجام این کارها، که طبقه‌بندی شده و نیازمند مجوز امنیتی بود، استخدام شد. در سال ۱۹۴۹، اشمیت تحت برنامه جدید تحقیقات وفاداری که توسط رئیس‌جمهور هری ترومن از طریق فرمان اجرایی ۹۸۳۵ ایجاد شده بود، مجوز امنیتی دریافت کرد.